# Conde da Carnota
Conde de Carnota foi um título nobiliárquico criado por decreto de 9 de agosto de 1870, do rei D. Luís I de Portugal*, a favor de John Smith Athelstane, diplomata e intelectual britânico que se fixou na Quinta da Carnota, nos arredores de Alenquer.